# Yakov Perelman
Yakov Isidorovich Perelman (em russo:  Яков Исидорович Перельман; Białystok, Polônia do Congresso, 4 de dezembro de 1882 – Leningrado, União Soviética, 16 de março de 1942) foi um escritor científico russo e soviético, autor de diversos livros de divulgação científica, incluindo Physics Can Be Fun e Mathematics Can Be Fun (ambos traduzidos do russo para o inglês).

## Vida e trabalho
Perelman obteve o diploma em engenharia florestal na Universidade Florestal Estatal de São Petersburgo em 1909. Foi influenciado por Ernst Mach e provavelmente por Alexander Bogdanov em sua abordagem pedagógica para a popularização da ciência. Após o sucesso de "Physics for Entertainment", Perelman começou a produzir outros livros, nos quais mostrou ser um popularizador imaginativo da ciência. Especialmente populares foram seus livros "Arithmetic for entertainment", "Mechanics for entertainment", "Geometry for Entertainment", "Astronomy for entertainment", "Lively Mathematics", " Physics Everywhere" e "Tricks and Amusements".
Seus famosos livros sobre física e astronomia foram traduzidos em diversas línguas durante o regime da União Soviética.
Perelman morreu de fome em 1942, durante o Cerco a Leningrado, iniciado em 9 de setembro de 1941 e durando 872 dias, até 27 de janeiro de 1944.
Não tem parentesco com o matemático russo Grigori Perelman, nascido em 1966 filho de um outro Yakov Perelman. Contudo, Grigori Perelman revelou ao The New Yorker ter recebido de seu pai o livro Physics for Entertainment, que despertou seu interesse pela matemática.

## Livros
- Mathematics can be Fun
- Astronomia Recreativa
- Physics for Entertainment (1913)
- Figures for Fun
- Algebra can be Fun
- Fun with Maths & Physics
- Arithmetic for entertainment
- Mechanics for entertainment
- Geometry for Entertainment
- Astronomy for entertainment
- Lively Mathematics
- Physics Everywhere
- Tricks and Amusements

Também escreveu diversos livros sobre viagens interplanetárias (Interplanetary Journeys, On a Rocket to Stars, and World Expanses)